# Серсі (округ, Арканзас)
Шаблон:StateAbbr_ 35°55′32″ пн. ш. 92°42′00″ зх. д. / 35.925555555556° пн. ш. 92.7° зх. д.
Округ Серсі (англ. Searcy County) — округ (графство) у штаті Арканзас, США. Ідентифікатор округу 05129.

## Історія
Округ утворений 1838 року.

## Демографія
За даними перепису 
2000 року 
загальне населення округу становило 8261 осіб, усе сільське.
Серед мешканців округу чоловіків було 4088, а жінок — 4173. В окрузі було 3523 домогосподарства, 2466 родин, які мешкали в 4292 будинках.
Середній розмір родини становив 2,83.
Віковий розподіл населення поданий у таблиці:
| Стать    | До 15 років | 15-21 | 22-29 | 30-39 | 40-49 | 50-65 | 65-85 | Понад 85 |
| -------- | ----------- | ----- | ----- | ----- | ----- | ----- | ----- | -------- |
| Чоловіки | 782         | 365   | 329   | 492   | 597   | 818   | 640   | 65       |
| Жінки    | 717         | 345   | 310   | 540   | 567   | 809   | 759   | 126      |

## Суміжні округи
- Меріон — північ
- Бекстер — північний схід
- Стоун — схід
- Ван-Бюрен — південь
- Поуп — південний захід
- Ньютон — захід
- Бун — північний захід

## Виноски
1. ↑  U.S. Decennial Census. United States Census Bureau. Процитовано 27 серпня 2015.
2. ↑  Historical Census Browser. University of Virginia Library. Архів оригіналу за 11 серпня 2012. Процитовано 27 серпня 2015.
3. ↑  Forstall, Richard L., ред. (27 березня 1995). Population of Counties by Decennial Census: 1900 to 1990. United States Census Bureau. Процитовано 27 серпня 2015.
4. ↑  Census 2000 PHC-T-4. Ranking Tables for Counties: 1990 and 2000 (PDF). United States Census Bureau. 2 квітня 2001. Процитовано 27 серпня 2015.
5. ↑  State & County QuickFacts. United States Census Bureau. Архів оригіналу за 13 серпня 2011. Процитовано 19 травня 2014. [Архівовано 2011-08-13 у Wayback Machine.](англ.) Наведено за англійською вікіпедією.
6. ↑  American FactFinder. Бюро перепису населення США. Архів оригіналу за 26 лютого 2012. Процитовано 31 січня 2008. [Архівовано 2008-05-21 у Wayback Machine.]

| США | Це незавершена стаття з географії США. Ви можете допомогти проєкту, виправивши або дописавши її. |